# جوردن هولمز
جوردن هولمز (بالإنجليزية: Jordan Holmes)‏ هو لاعب كرة قدم أسترالي، ولد في 8 مايو 1997 في سيدني في أستراليا. لعب مع نادي بورنموث.

## وصلات خارجية
- جوردن هولمز على موقع إي إس بي إن إف سي (الإنجليزية)
- جوردن هولمز على موقع قاعدة بيانات كرة القدم.إي يو (الإنجليزية)
- جوردن هولمز على موقع Soccerbase.com (لاعب) (الإنجليزية)
- جوردن هولمز على موقع Soccerway.com (الإنجليزية)
- جوردن هولمز على موقع عالم كرة القدم.نت (الإنجليزية)
- جوردن هولمز على موقع أوليمبيديا (الإنجليزية)
- جوردن هولمز على موقع AS.com (الإسبانية)